# Port lotniczy Kariba
Port lotniczy Kariba (ICAO: FVKB, IATA: KAB) – międzynarodowy port lotniczy położony w Kariba, w Zimbabwe. 

## Linie lotnicze i połączenia
| Linia Lotnicza   | Kierunek                    |
| ---------------- | --------------------------- |
| Fastjet Zimbabwe | 1. Harare 2. Victoria Falls |